# Harmonie Dodé Byll Catarya
Harmonie Dodé Byll Catarya est une poètesse et slameuse béninoise née en 1991.

## Biographie

### Études
Diplômée d’un master en comptabilité, contrôle et audit, Harmonie Dodé Byll Catarya est également une passionnée des lettres. Elle est auditrice-comptable de formation et auteure-slameuse par passion.

### Carrière
À part le slam, Harmonie Byll  enseigne dans des universités privées du Bénin. Elle enseigne également la méthodologie de recherche, la finance d'entreprise et la fiscalité.
Harmonie Dodé Byll Catarya commence sa carrière en mars 2013 et devient championne du Bénin en slam après avoir passé un concours,. En 2014 elle a représenté le Bénin au Mali lors du Festival International du Slam et du Mot (FISM). Elle représente aussi le Bénin dans la 19e édition du Printemps des poètes à Paris tenue du 5 au 19 mars 2017.
Elle participe à la première anthologie de poésie féminine au Bénin et est souvent sollicitée pour des festivals de slam sur le plan national et international. Elle est la promotrice du Festival international du slam théâtralisé (FIST). Elle a également initié un creuset nommé l'heure du débat poétique (LDP),. Ce creuset a pour but de réunir les jeunes talents passionné de l'art oratoire et de slam. Elle a participé à la 2e édition du concours «Slamladies» où elle occupe la première place parmi tant d'autres. Son attachement à l'écriture a commencé depuis la classe de sixième à la découverte d'un poème de Senghor. Harmonie est auteure de deux œuvres dont Prépa-Soutenance qui est un guide méthodologique de rédaction de documents scientifiques et un recueil de poésie-slam Art-Mots-Nid, Coup d’éclat publié en 2016,.